# La gent de l'escala
La gent de l'escala és una pel·lícula documental dirigida per Francesc Escribano i Jordi Fusté, escrita per Quirze Arenas, i produïda per Televisió de Catalunya i Minoria Absoluta, estrenada l'1 d'octubre de 2018 al programa Sense ficció de TV3.
L'obra narra l'abans i el durant de la jornada de l'1 d'octubre de 2017 a l'Institut Pau Claris de Barcelona, una de les seus electorals habilitades pel referèndum sobre la independència de Catalunya de 2017, que va ser víctima d'intervenció violenta de la Policia espanyola, a través del testimoni dels seus protagonistes. El documental està format per videos i una diversitat d'entrevistes: des de cada una de les vint-i-tres persones que van ser ferides per la policia a l'institut fins a d'altres que aquell dia no van anar a votar. També s'aporten imatges enregistrades en telèfons mòbils pel veïnat i la visió del codirector del documental Jordi Fusté, que va estar present a l'institut durant els 30 minuts de l'operatiu policíac. Les imatges de la policia llançant brutalment la gent escales avall van ser difoses per xarxes digitals i mitjans de comunicació d'arreu fins a assolir una xifra estimada de 40 milions d'espectadors.
En la seva estrena, el documental va ser seguit per 638.000 espectadors, cosa que va representar el 24,5% de quota de pantalla. Amb aquestes dades es va convertir en el segon programa més vist del dia a TV3, per darrere del TN vespre, i el capítol del Sense ficció més vist des del 28 de juny de 2018, quan es va emetre el documental 20-S.
El 20 de maig de 2019 es va projectar a la secció «Was There» del festival INPUT (International Public TV Screening Conference), certamen que en aquell any es va celebrar a la ciutat tailandesa de Bangkok entre el 6 i el 10 de maig. Per segon any consecutiu, el programa Sense ficció va aconseguir la projecció d'un dels seus documentals en aquest festival internacional, anteriorment va ser el Jo també vull sexe.